# Ермилов, Владимир Владимирович
Влади́мир Влади́мирович Ерми́лов (1904—1965) — советский литературовед, критик, главный редактор «Литературной газеты» (1946—1950).

## Биография
Родился 16 [29] октября 1904 в Москве в семье педагога и журналиста Владимира Евграфовича Ермилова. После 5-го класса гимназии занялся активной комсомольской работой.
В 1920—1921 годах вместе с Леопольдом Авербахом редактировал молодёжную газету «Юношеская правда» и был заведующим отделом печати Московского комитета комсомола.
В 1924 году по окончании факультета общественных наук Московского университета получил направление Центрального комитета ВЛКСМ на Урал в качестве редактора газеты молодёжной «На смену» и заведующего подотделом печати Уралобкома ВЛКСМ. В 1925 году организовал уральскую ассоциацию пролетарских писателей.
В 1926 по 1929 год работал ответственным редактором журнала «Молодая гвардия». В 1927 году вступил в ВКП(б).
С 1928 по 1932 год — член редколлегии и заместитель ответственного редактора журнала «На литературном посту» и один из секретарей РАППа. Активно участвуя в литературной полемике, порой категорично выступал против оппонентов. Вместе с командой борцов против «кумачёвой халтуры», «фальши» и «буржуазного идеализма попутчика» участвовал в критической кампании против Владимира Маяковского и был тем самым критиком, с которым «недоругался» поэт, сожалевший об этом в своей предсмертной записке.
С 1932 по 1938 год — главный редактор одного из трёх ведущих литературно-художественных журналов СССР «Красная новь». На Первом съезде советских писателей был избран в правление Союза писателей СССР.
5 августа 1938 года за публикацию повести Мариэтты Шагинян «Билет по истории», признанной «грубой политической ошибкой», был снят с должности главного редактора «Красной нови». Свой вынужденный уход долго выдавал за желание заняться историей советской литературы. Этим объяснял переход на работу в Институт мировой литературы, где написал кандидатскую диссертацию о Максиме Горьком и монографию об Александре Малышкине. Продолжил писать доносы на писателей. В 1939 году после его доноса была уничтожена книга критической прозы Андрея Платонова.
В июле 1941 года записался в народное ополчение, но вскоре был отозван во Всесоюзный радиокомитет и назначен главным редактором литературного вещания. В этой должности продержался почти три года.
С 1946 по 1950 год — главный редактор «Литературной газеты».
Проводил «линию партии» в литературе. Непременный участник всех «проработочных кампаний» 1920—1950-х годов. Константин Симонов охарактеризовал его как подручного Александра Фадеева.
Печатался с 1920 года. Один из самых плодовитых советских литераторов, с которым мало кто может сравниться по количеству опубликованных работ. Автор статей о Максиме Горьком, В. В. Маяковском, А. Г. Малышкине, монографий о творчестве А. П. Чехова (1949, 1954), Ф. М. Достоевского (1949, 1956), Н. В. Гоголя (1953, 1959) и Л. Н. Толстого (1963).
Бенедикт Сарнов в своей книге «Феномен Солженицына» приводит распространенную среди московских писателей байку, что к тексту таблички «Осторожно! Злая собака!» на воротах дачи Ермилова в Переделкине якобы кто-то приписал: «И беспринципная».
Умер 19 ноября 1965 года. По свидетельству Сарнова, это был единственный известный ему случай за многие годы, когда покойника никто не пришёл проводить. Похоронен на Введенском кладбище (11 уч.).

## Семья
Дочь — Елена Владимировна Ермилова (1934—2022), литературовед, кандидат филологических наук, жена литературоведа и публициста Вадима Кожинова.

## Основные работы
- «Против мещанства и упадочничества» (М.—Л., 1927)
- «За живого человека в литературе» (М., 1928)
- «О творческом лице пролетарской литературы» // «На литературном посту», 1929, № 1
- «О настроениях мелкобуржазной „левизны“ в художественной литературе» // «На литературном посту», 1930, № 4
- «За самокритику» // «На литературном посту», 1930, № 23—24
- «Наши творческие разногласия». — М., 1930.
- «Против меньшевизма в литературной критике» (М.—Л., 1931)
- «За боевую творческую перестройку» // «На литературном посту», 1932, № 3—5
- «Михаил Кольцов. (Портрет художника)» (М., Жургаз, 1934)
- «Мечта Горького» (М., Советский писатель,1936)
- «Горький и Достоевский» // «Красная новь», 1939, № 4—6
- «Традиция и новаторство» // «Красная новь», 1940, № 2
- «Поэзия и действительность» // «Красная новь», 1941, № 3
- «Горький — борец против фашизма» (М., ГИХЛ, 1941)
- «Горький — борец против фашизма» (М., «Правда», 1941)
- «О гуманизме Горького» — М., 1941
- «Чехов» — М., Молодая гвардия, 1946. (ЖЗЛ)
- «Драматургия Чехова» (М., 1948)
- «А. П. Чехов (1860—1904)» (М., 1949)
- «Наш Пушкин». — М., 1949
- «Советская литература — борец за мир» (М., 1950)
- «Н. В. Гоголь» (М., 1952, 2-е изд. — М., Советский писатель, 1953)
- «Драматургия Чехова» (М., Гослитиздат, 1954)
- «Некоторые вопросы теории социалистического реализма» // «Знамя», 1951, № 7
- «О традициях советской литературы» М., 1955
- «Избранные работы» (М., 1955—1956, тт. 1—3)
- «Ф. М. Достоевский» (М., Гослитиздат, 1956)
- «Гений Гоголя» (М., Советская Россия, 1959)
- «А. П. Чехов». — М., 1959
- «Толстой-художник и роман „Война и мир“» (М., 1961)
- «Полемические заметки» // «Вопросы литературы», 1961, № 5
- «Литература и новый человек» (М., 1963)
- «Размышления над современной повестью» (М., 1963)
- «Роман Л. Н. Толстого „Анна Каренина“» (М., 1963)
- «Нечто непоправимо комическое…» // «Вопросы литературы», 1963, № 11.
- «Связь времен». — М., 1964
- «Толстой-романист» (М., 1965)

## Собрание сочинений
- Избранные работы: В 3 томах. — М.: Гослитиздат, 1955—1956.
  - Т. 1: А. П. Чехов; Наш Пушкин. — 1955. — 472 с. — 30 000 экз.
  - Т. 2: Н. В. Гоголь. — 1956. — 395 с. — 30 000 экз.
  - Т. 3: Драматургия Чехова; О советской литературе. — 1956. — 566 с. — 30 000 экз.

## Награды и премии
- Сталинская премия второй степени (1950) — за книги «А. П. Чехов» и «Драматургия Чехова»[12]
- орден Трудового Красного Знамени (22.01.1955)